# Вырожденные перегруппировки
Вырожденные перегруппировки — перегруппировки, в которых продукт реакции совпадает с исходным веществом. Вырожденные перегруппировки могут быть как внутримолекулярными, когда происходит перенос атомов или групп с перестройкой системы химических связей внутри молекулы, так и межмолекулярными с обменом атомами или группами между молекулами. Химическими методами вырожденные перегруппировки не обнаруживаются, однако могут быть выявлены введением изотопных меток и контролем их перемещения либо физическими методами (в частности, методами ЯМР-спектроскопии), Г. Шредер, Ж. Ф. От, Р. Мерени. Молекулы с быстрой и обратимой валентной изомеризацией (молекулы с флуктуирующими связями), Успехи химии, 1967, Том 36, Номер 6, Стр. 993—1011..

## Внутримолекулярные вырожденные перегруппировки
Примером вырожденной внутримолекулярной перегруппировки может служить [3,3]-сигматропная перегруппировка (перегруппировка Коупа) гекса-1,5-диена:
В случае классических вырожденных перегруппировок Коупа энергия активации достаточна велика и реакция происходит при нагревании, однако у некоторых соединений энергия активации оказывается настолько низкой, что вырожденные перегруппировки происходят при комнатной температуре. В этом случае говорят о валентной таутомерии — быстром взаимопревращении валентных изомеров вследствие быстрой перестройки системы химических связей внутри молекулы, не сопроводжающейся миграцией атомов или групп, такая валентная таутомерия наблюдается у бульвалена, у которого вследствие вырожденной перегруппировки Коупа происходит «миграция» циклопропанового кольца:

Вырожденные перегруппировки, обычно [1,2]-гидридные или алкильные сдвиги, часто наблюдаются и у карбкатионов и определяются методами ЯМР. Так, в ПМР-спектре 2,2,2-триметил-2-бутилкатиона наблюдается единственный синглет при 2.90 для всех пяти метильных групп, что свидетельствует об их эквивалентности вследствие [1,2]-сдвига метильной группы:
Аналогичная картина наблюдается и в случае 2,3-диметилбутилкатиона из-за быстрого [1,2]-гидридного сдвига.
Известны вырожденные [1,2]-сдвиги и винильных групп, в частности, 9,10-диметил-9-винилдигидрофенантрениевых карбкатионов, образующихся из циклобутенового предшественника при действии суперкислот

Аллилбораны [1,3]-B сдвиги 

## Межмолекулярные вырожденные перегруппировки
Межмолекулярные вырожденные перегруппироки настолько распространены при метатезисе терминальных алкенов, что получили название «непродуктивный метатезис». В процессе метатезиса катализаторами являются карбеновые комплексы переходных металлов M=CR1R2, к которым затем присоединяется алкен, таким образом, при R2 = H продукт реакции совпадает с исходным алкеном:
при этом скорость непродуктивного метатезиса на вольфрамовых катализаторах примерно на два порядка выше, чем продуктивного.
Существование непродуктивного метатезиса синтез циклоалкенов на рутениевых катализаторах было подтверждено с помощью изотопных меток.